# ویلفرد بادلی
 ویلفرد بادلی (انگلیسی: Wilfred Baddeley؛ زاده ۱۱ ژانویهٔ ۱۸۷۲ درگذشته ۲۴ ژانویهٔ ۱۹۲۹) یک تنیس‌باز اهل بریتانیا بود.